# Zoltán Szabó
Zoltán Szabó (Budapeste, 24 de novembro de 1965) é um matemático estadunidense nascido na Hungria. É professor de matemática da Universidade de Princeton. Criou em parceria com Peter Ozsváth a homologia de Heegaard Floer, uma teoria homológica para 3-variedades. Por esta sua contribuição à topologia, recebeu o Prêmio Oswald Veblen de Geometria de 2007.

## Publicações selecionadas
- ———; Ozsváth, Peter (2004), «Holomorphic disks and topological invariants for closed three-manifolds», Annals of Mathematics, 159 (3): 1027–1158.
- ———; Ozsváth, Peter (2004), «Holomorphic disks and three-manifold invariants: properties and applications», Annals of Mathematics, 159 (3): 1159–1245.